# 宋兆麟
宋兆麟（1936年—），男，汉族，辽宁辽阳人，中国民族考古学家，中国国家博物馆研究员，曾任中国民俗学会副理事长。